# Омарі Гатчінсон
Омарі Елайджа Жіро-Гатчінсон (нар. 30 жовтня 2003) — англійський професійний футболіст, який грає на позиції вінгера або атакуючого півзахисника клубу чемпіонату EFL «Іпсвіч Таун», орендованого з клубу Прем'єр-ліги «Челсі» . Футболіст національної збірної Ямайки.

## Особисте життя
Хатчінсон народився в Редгіллі, Суррей, Англія  і виріс у Північному Лондоні разом зі своїм старшим братом О'Шаєм, колишнім гравцем молодіжних клубів ФК «Шеффілд Юнайтед» і «Чарльтон Атлетик»  .

## Клубна кар'єра

### Рання кар'єра
Хатчінсон розпочав свою кар'єру в «Челсі» , приєднавшись до нього в 2008 році  . У відео, опублікованому на офіційному сайті "Челсі" наприкінці липня 2023 року, батько Хатчінсона заявив, що він був двічі відрахований з "Челсі" в дитинстві.  У 2012 році Чарльтон Атлетік помітив гравця під час гри у футбол на автостоянці Addicks, коли його брат Ошає тренувався з молодіжною командою.  Після цього Чарльтон запросив Омарі в свою академію.

У віці дванадцяти років Гатчінсон взяв участь у турнірі, організованому легендою бразильського футболу Пеле, який хвалив Гатчінсона за його майстерність. На турнірі він також познайомився з творцями футбольного контенту F2Freestylers, які запросили його знятися у відео для їх YouTube каналу . Відео з фінтами Гатчінсона, зібрало понад чотири мільйони переглядів. 
У листопаді 2020 року Гатчінсон підписав свій перший професійний контракт з "Арсеналом".  9 січня 2022 року він отримав місце на лаві запасних «Арсеналу» під час поразки в Кубку Англії від «Ноттінгем Форест» (1:0) 

### Повернення до Челсі
16 липня 2022 року Гатчінсон знову приєднався до «Челсі». Сумма трасферу невідома.  Він дебютував на професійному рівні 5 січня 2023 року в домашньому матчі проти «Манчестер Сіті» з рахунком 1:0, вийшовши на заміну в другому таймі. 

#### Оренда в Іпсвіч Таун
20 липня 2023 року Гатчінсон приєднався «Іпсвіч Таун», який нещодавно піднявся у Чемпіоншип, на правах оренди на один сезон. 
Після труднощів на початку сезону, Гатчісон зміг вибороти місце в основі і допоміг команді піднятись до Премʼєр-Ліги. Тричі був визнаний гравцем місяця в "Іпсвічі". Також визнавався гравцем місяця в Чемпіоншипі.

## Міжнародна кар'єра
Гатчінсон народився в Англії, але має ямайське походження. Він був гравцем молодіжної збірної Англії, грав за збірну Англії U17 та U19 .  
У травні 2022 року він був викликаний до національної збірної Ямайки, і того ж місяця неофіційно дебютував у матчі проти Каталонії, який програв 0:6.  
11 березня 2023 року відбувся дебют Гатчісона в офіційних матчах. Омарі зʼявився у стартовому складі Ямайки в матчі проти Тринідаду і Тобаго (0:1) 

## Статистика виступів

### Клуб
Станом на станом на 28 квітня 2024
| Клуб               | Сезон              | Матчі чемпіонату   | Матчі чемпіонату | Матчі чемпіонату | Кубок Анлії | Кубок Анлії | Кубок Ліги | Кубок Ліги | Єврокубки | Єврокубки | Інше  | Інше | Загалом | Загалом |
| Клуб               | Сезон              | Дивізіон           | Матчі            | Голи             | Матчі       | Голи        | Матчі      | Голи       | Матчі     | Голи      | Матчі | Голи | Матчі   | Голи    |
| ------------------ | ------------------ | ------------------ | ---------------- | ---------------- | ----------- | ----------- | ---------- | ---------- | --------- | --------- | ----- | ---- | ------- | ------- |
| Арсенал U21        | 2021–22            | —                  | —                | —                | —           | —           | —          | —          | —         | —         | 4     | 2    | 4       | 2       |
| Челсі U21          | 2022–23            | —                  | —                | —                | —           | —           | —          | —          | —         | —         | 4     | 1    | 4       | 1       |
| Челсі              | 2022–23            | Премʼєр-Ліга       | 1                | 0                | 1           | 0           | 0          | 0          | 0         | 0         | —     | —    | 2       | 0       |
| Челсі              | 2023–24            | Премʼєр-Ліга       | 0                | 0                | 0           | 0           | 0          | 0          | —         | —         | —     | —    | 0       | 0       |
| Челсі              | Total              | Total              | 1                | 0                | 1           | 0           | 0          | 0          | 0         | 0         | —     | —    | 2       | 0       |
| Іпсвіч (оренда)    | 2023–24            | Чемпіоншип         | 42               | 9                | 2           | 0           | 4          | 1          | —         | —         | —     | —    | 48      | 10      |
| Загалом за карʼєру | Загалом за карʼєру | Загалом за карʼєру | 43               | 9                | 3           | 0           | 4          | 1          | 0         | 0         | 8     | 3    | 58      | 13      |

## Нагороди
Індивідуальні
- Гравець місяця EFL Championship : лютий 2024 [25]

Збірні
- Чемпіон Європи серед молодіжних команд: 2025